# 잭 휘태커
앤드루 잭슨 "잭" 휘태커 주니어(Andrew Jackson “Jack” Whittaker, Jr., 1947년 10월 9일 ~ 2020년 6월 27일)는 미국의 사업가로 파워볼 복권 3억 1500만 달러 당첨자로 유명하며, 이전에는 웨스트버지니아주의 퍼트넘 군에서 토목업의 도급계약을 담당하는 회사의 사장으로 12년간 일했다.
복권을 통해 미국 역사상 1,000억원의 고액의 당첨금을 얻었으나 이후 음주운전, 술집 주인 폭행, 수표 위조, 도박으로 인해 최악의 인생을 보냈다. 또한 자신이 운영하는 회사가 강도를 당하였고, 외손녀를 마약 중독으로 잃기도 했다. 그러나 파산하지는 않았으며, 개인 사업을 준비하고 있다고 알려졌다. 2020년 6월 27일 긴 투병 끝에 사망하였다.